# La rivolta dei gladiatori
La rivolta dei gladiatori è un film del 1958 diretto da Vittorio Cottafavi.

## Trama
Una crudele principessa armena brama il trono del giovane Orsoe mentre scoppia una rivolta popolare guidata da Asclepio.